# Julius Schnorr von Carolsfeld

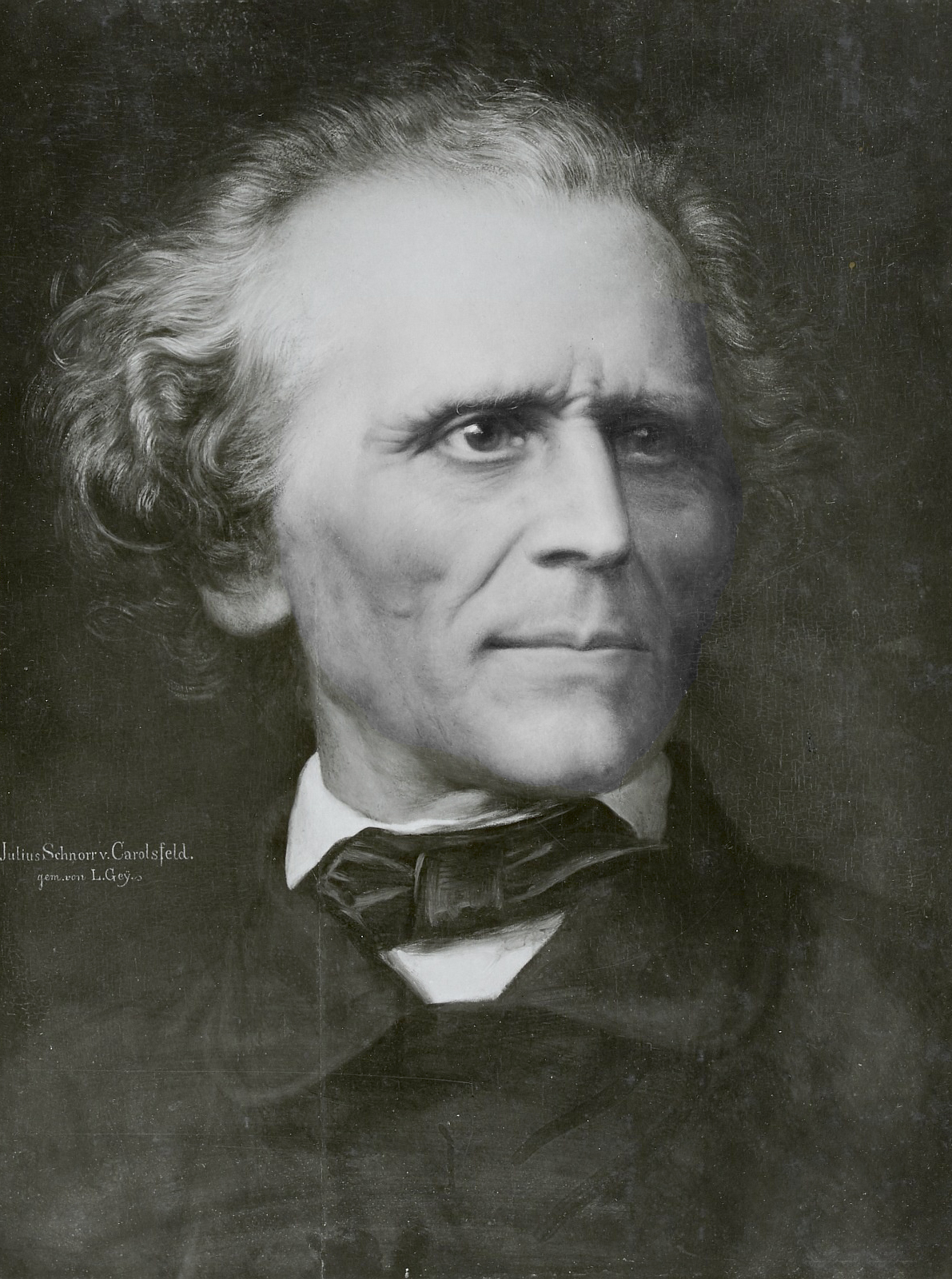
Portret van Julius Schnorr von Carolsfeld door Leonhard Gey, Gemäldegalerie Alte Meister, Dresden

Julius Schnorr von Carolsfeld (Leipzig, 26 maart 1794 – Dresden, 24 mei 1872) was een Duits kunstschilder. Hij behoorde tot de stroming van de Nazareners.

## Leven en werk

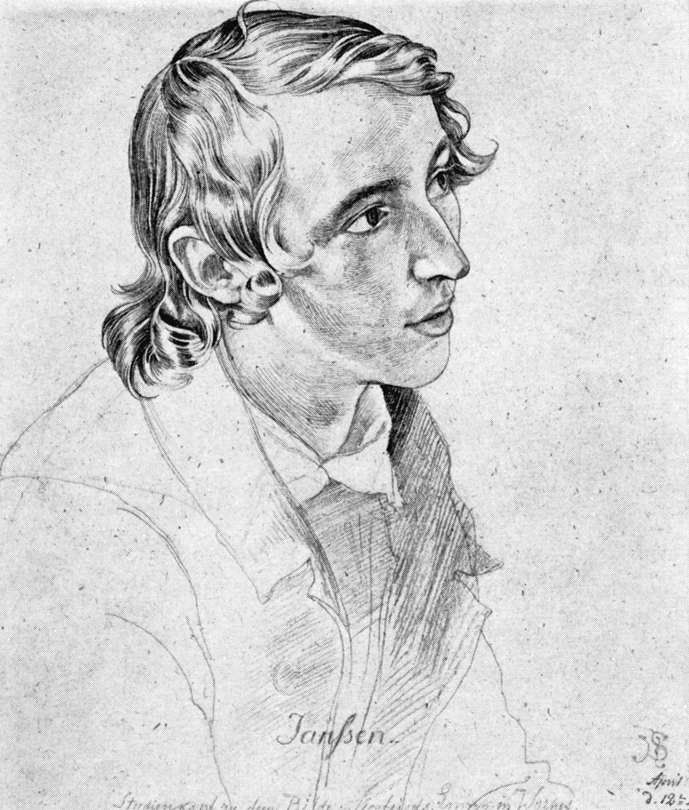
Portret van Emil Janssen, 1831, Hamburger Kunsthalle

Schnorr werd geboren in een familie van kunstenaars. Zijn vader was ook kunstschilder en leidde hem in eerste instantie op. Twee van zijn broers werden eveneens kunstschilder.
In 1811 begon Schnorr een studie aan de Akademie der bildenden Künste te Wenen, waar een jaar eerder Johann Friedrich Overbeck, Franz Phorr en enkele andere tegen het classicisme rebellerende studenten weg waren gestuurd. Op de academie sloot hij aan bij sympathisanten van deze zich inmiddels Nazareners noemende studenten en nam hun schilderstijl over, waarbij hij teruggreep op de laat-Middeleeuwse schilderkunst van het Quattrocento. In 1818 voegde Schnorr zich bij de Nazareners Overbeck, Peter von Cornelius, Friedrich Wilhelm Schadow en Philipp Veit in Rome en werkte met hen samen aan een aantal grote fresco’s, onder andere in de Villa Massimo.
In 1825 keerde hij terug naar Duitsland en vestigde zich te München, waar hij in dienst trad van Lodewijk I van Beieren. Aan het hof groeide hij uit tot een soort van dichter-schilder en maakte veel verhalende muurschilderingen, onder andere een serie fresco’s van het Nibelungenlied in het paleis. Andere gebouwen decoreerde hij met compositorisch sterke maar ook erg extravagante fresco’s over de geschiedenis van Karel de Grote, Frederick Barbarossa en Rudolf van Habsburg.
Na zijn periode aan het hof maakte Schnorr vooral naam als renaissancistische Bijbel-illustrator en ontwerper van glas-in-loodramen, onder andere voor de Glasgow Cathedral en de St Paul's Cathedral in Londen. Zijn stijl was vroeg-Florentijns en met name in zijn Bijbeltekeningen erg vol en overdadig.
Schnorr overleed in 1872, op 78-jarige leeftijd, te München. Zijn zoon Ludwig was een van de bekendste tenors uit de negentiende eeuw en de eerste die Richard Wagners Tristan vertolkte.

## Galerij

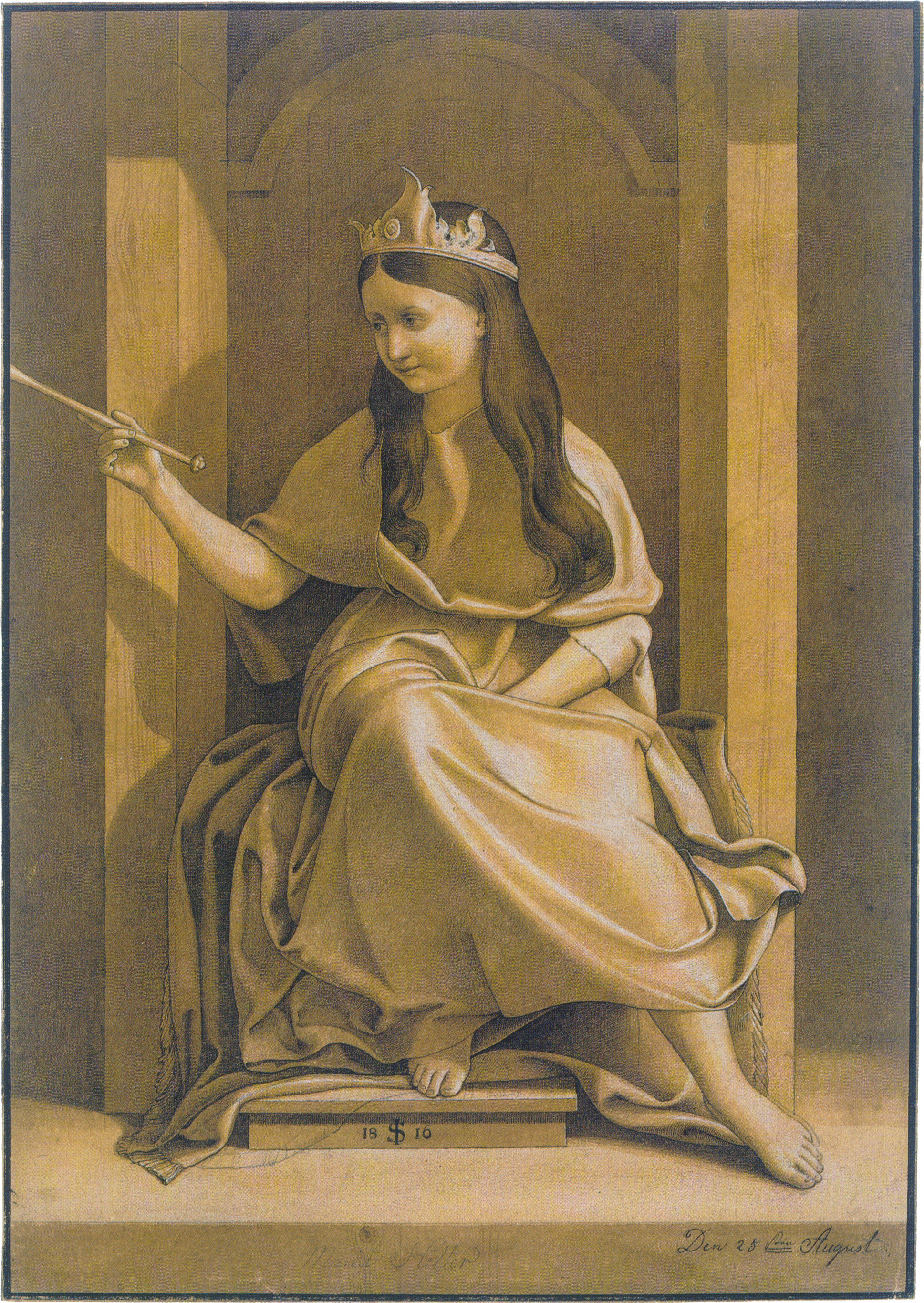
Maria Heller als König Salomo, 1816
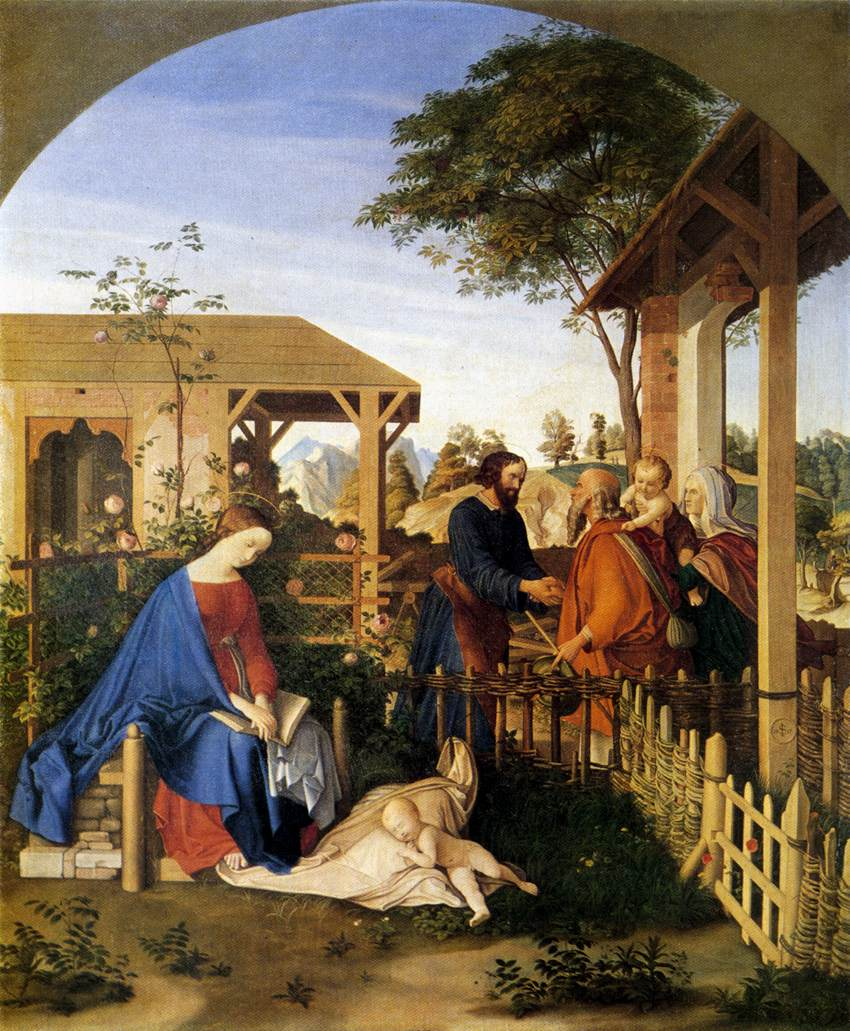
The Family of St John the Baptist Visiting the Family of Christ, 1817, Gemäldegalerie Alte Meister, Dresden
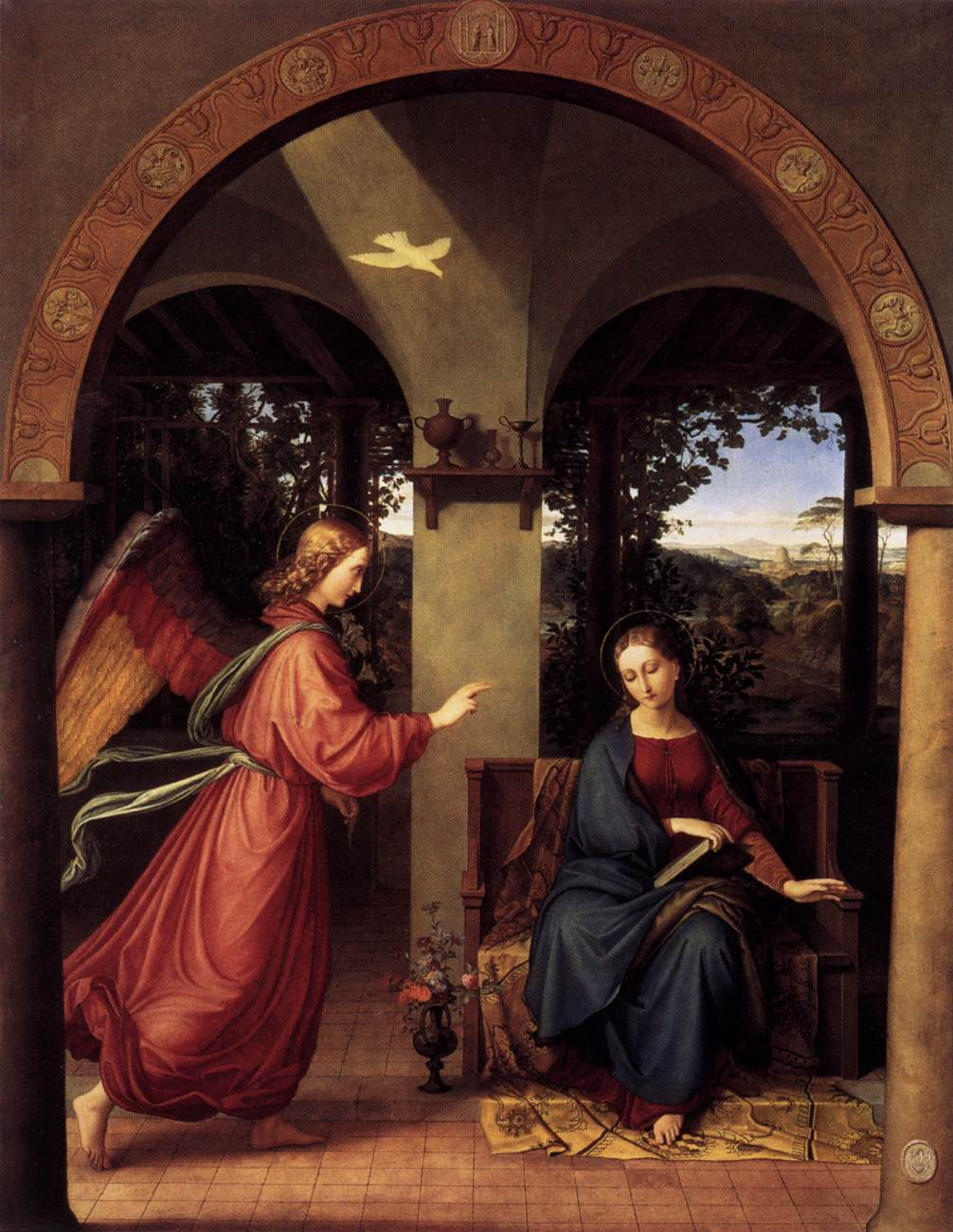
Annunciation, 1818, Alte Nationalgalerie, Berlijn
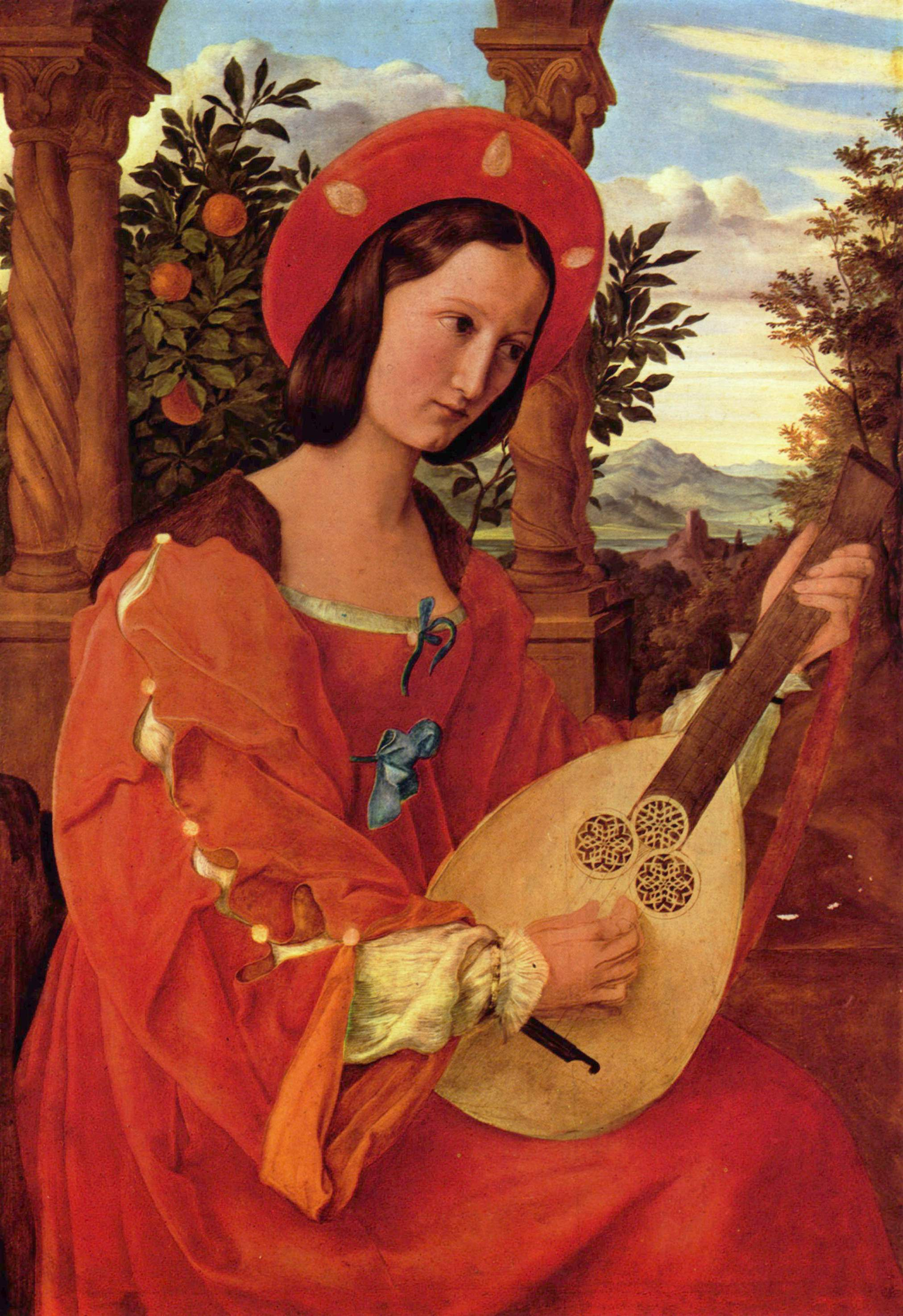
Portret van Klara Bianka von Quandt mit Luit, 1820, Alte Nationalgalerie, Berlijn
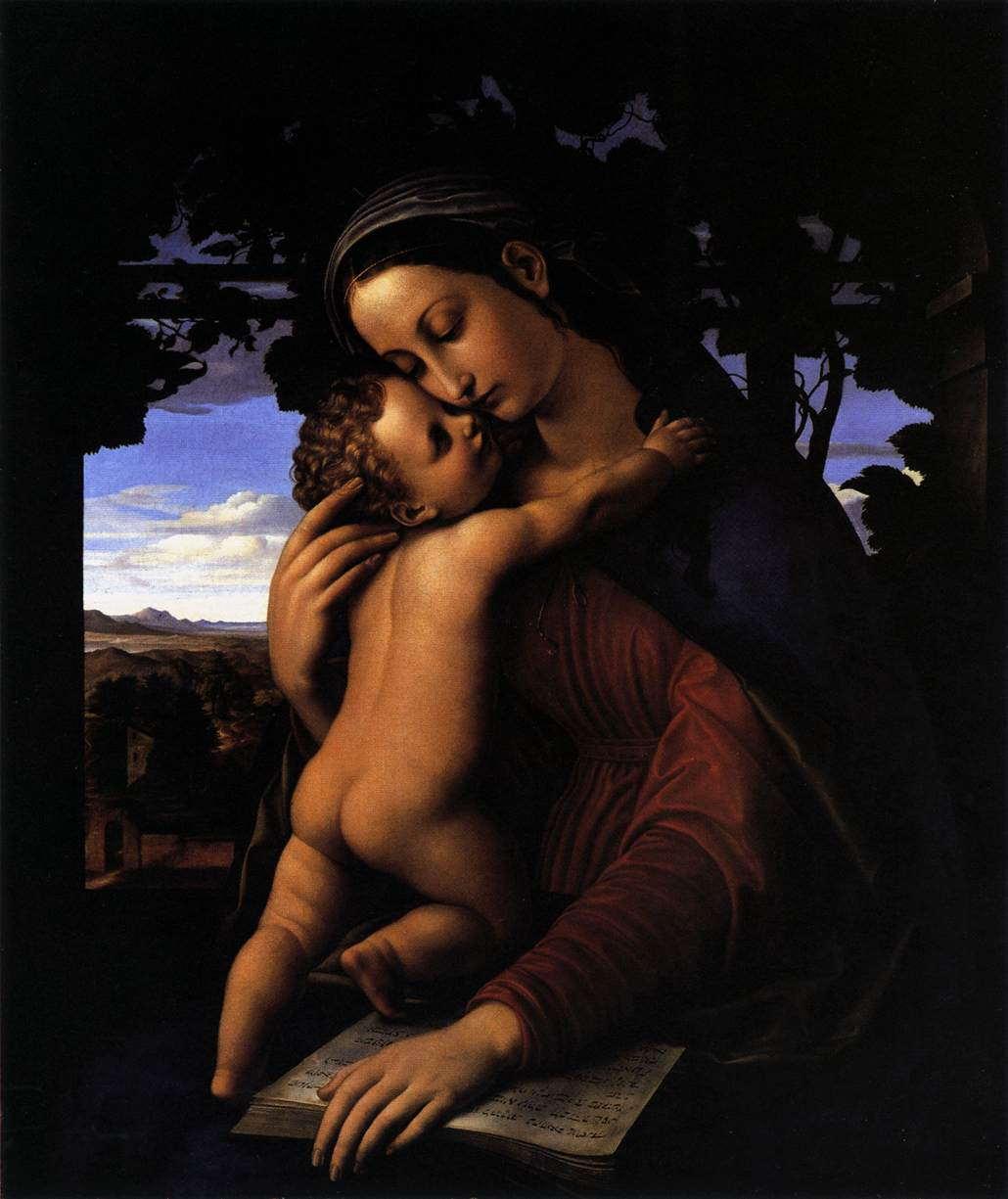
Madonna met Kind, 1820, Wallraf-Richartz-Museum, Keulen